# آسیب‌شناسی بالینی

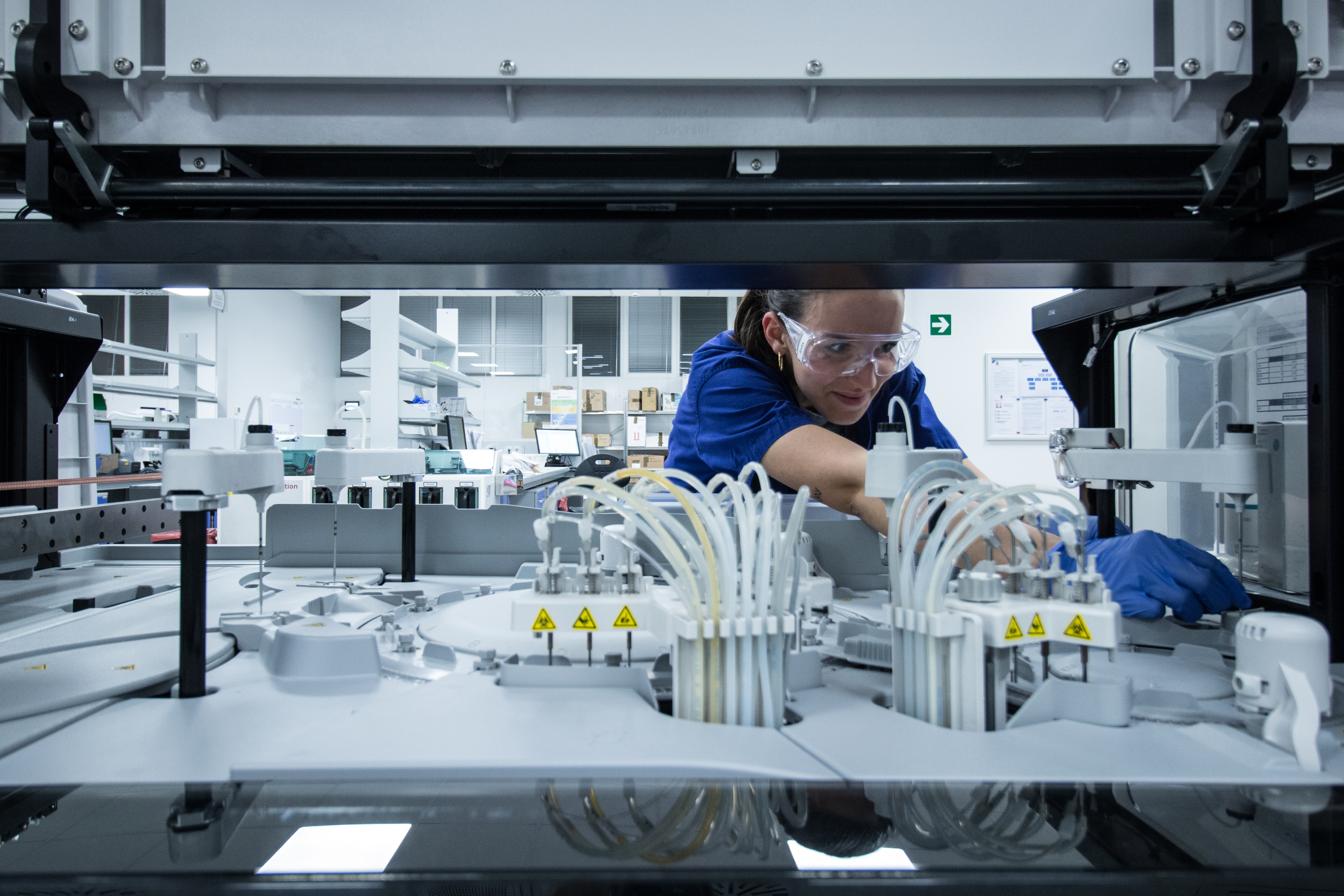
پاتولوژی (آسیب شناسی بالینی)

آسیب‌شناسی بالینی (به انگلیسی: Clinical pathology) یک تخصص پزشکی است که براساس آزمایش مایعات بدن، مانند خون و ادرار و استفاده از ابزارهای شیمی، میکروبیولوژی، خون‌شناسی و آسیب‌شناسی مولکولی، بیماری بدن را تشخیص می‌دهد.
آسیب‌شناسی بالینی اصطلاحی است که در ایالات متحده آمریکا، انگلستان، ایرلند، پرتغال، برزیل، ایتالیا، ژاپن، پرو و بسیاری از کشورهای مشترک‌المنافع به کار می‌رود. این تخصص در بعضی از کشورها از جمله اتریش، آلمان، رومانی، لهستان و سایر کشورهای اروپای شرقی «پزشکی آزمایشگاهی»، در اسپانیا «تجزیه و تحلیل بالینی» و در فرانسه، بلژیک، هلند و شمال و غرب آفریقا «زیست‌شناسی بالینی/پزشکی/دامپزشکی» نامیده می‌شود.در اکثر کشورهای مذکور گرایش دامپزشکی با پاتولوژی انسان همزمان تدریس و با مدرک پاتولوژی مشترک ارائه می گردد.
در ایران آسیب‌شناسی بالینی یکی از دو شاخه اصلی آسیب‌شناسی است، شاخهٔ دیگر آسیب‌شناسی تشریحی است که بیماری را از طریق معاینه اعضا و بافت‌های بدن تشخیص می‌دهد. غالباً، آسیب‌شناسان هر دو آسیب‌شناسی تشریحی و بالینی را به کار می‌برند، ترکیبی که به عنوان آسیب‌شناسی عمومی شناخته می‌شود.